# Sonata per a piano núm. 9 en si major, D 575 (Schubert)
La Sonata per a piano núm. 9 en si major, D 575, és una obra per a piano sol de Franz Schubert composta durant el mes d'agost de 1817. Fou publicada de manera pòstuma com a Op. 147 i dedicada a Sigismund Thalberg pels seus editors.

## Moviments
I. Allegro ma no troppo (si major)
Presenta una exposició en quatre tonalitats: si major, sol major, mi major i fa major.
II. Andante (mi major)
III. Scherzo: Allegretto – Trio (sol major, re major)
IV. Allegro giusto (si major)
Daniel Coren ha observat que el primer moviment d'aquesta sonata és l'únic moviment de totes les sonates de Schubert en el que la recapitulació és una transposició exacta de l'exposició.
L'obra dura aproximadament uns 24 minuts.